# Ratchet & Clank (videogioco 2016)
Ratchet & Clank è un videogioco action-adventure platform del 2016 sviluppato da Insomniac Games e pubblicato da Sony Interactive Entertainment per PlayStation 4.
L'uscita del gioco era originariamente pianificata per il 2015, ma è stata poi posticipata e distribuita negli Stati Uniti d'America alla fine di aprile del 2016 e in Europa il 20 aprile dello stesso anno.
Ratchet & Clank è un remake del primo capitolo della serie, ed è basato anche sull'omonimo film d'animazione prodotto da Rainmaker Entertainment e Blockade Entertainment. Per questo motivo, è talvolta indicato con tono ironico come "Ratchet & Clank: il gioco basato sul film, basato sul gioco originale".
Rispetto al titolo originale, la trama presenta alcune differenze e introduce nuovi personaggi ed elementi provenienti da capitoli successivi della serie, come l'introduzione del Dr. Nefarious e dei Ranger Galattici. I pianeti principali, pur essendo stati interamente rivisitati, sono gli stessi presenti nell'omonimo videogioco originale del 2002.
Tuttavia, il gioco è stato ideato subito dopo la conclusione della produzione del film: più che un semplice remake, si configura come un tie-in con quest'ultimo, da cui riprende diverse scene e sequenze filmate.
Il remake presenta una risoluzione di 1080p e un frame rate di 30 frame al secondo (fps), a differenza del titolo originale per PS2 del 2002 che operava a 60 fps. Insomniac Games ha annunciato che il gioco sarebbe stato aggiornato per funzionare a 60 fps su PlayStation 5. L'aggiornamento è stato rilasciato il 31 marzo 2021.

## Trama
Il gioco ripercorre gli eventi narrati nell'originale Ratchet & Clank (2002), focalizzandosi sull'incontro dei due protagonisti e sul loro tentativo di salvare la Galassia Solana dalla distruzione pianificata dal perfido Presidente Alonzo Drek. La narrazione si apre con un espediente originale: il Capitano Copernicus Qwark, dietro le sbarre, ripercorre con un compagno di cella le avventure che lo hanno condotto alla sua attuale situazione. I primi capitoli, in particolare, vengono presentati attraverso la voce narrante di Qwark, che descrive le azioni di Ratchet e Clank mentre la loro storia ha inizio. Così, due perfetti sconosciuti – il giovane e ingegnoso meccanico della razza Lombax Ratchet e il piccolo robot senziente Clank – intraprendono un viaggio che li porterà a stringere una solida amicizia e a diventare gli improbabili eroi e salvatori della galassia.
Ratchet è un solitario e intraprendente Lombax orfano che vive sul pianeta Veldin. Su un pianeta non meglio specificato, una fabbrica di Guerrabot di proprietà del Presidente Drek (leader della bellicosa razza dei Blarg) produce un'unità difettosa che riesce a fuggire e a schiantarsi su Veldin. Ratchet raggiunge il luogo dell'impatto e soccorre il piccolo robot, ribattezzandolo Clank.
I due si troveranno presto a fronteggiare le forze armate dei Blarg, inviate da Drek con l'ordine di catturare Clank ed eliminare i Ranger Galattici. Nel frattempo, i protagonisti cercheranno di svelare i loschi piani del Presidente.
Grazie a un Infobot ottenuto da un idraulico, scoprono il devastante piano di Drek: la creazione dello Spianetizzatore, un'arma capace di frantumare i pianeti della Galassia Solana. I resti di questi pianeti verrebbero poi utilizzati per costruire un nuovo mondo per la popolazione Blarg, un piano che culminerebbe con l'annientamento definitivo dei Ranger Galattic
Successivamente, Ratchet e Clank salvano i Ranger Galattici da un assalto di Guerrabot, guadagnandosi così l'ammissione nel gruppo da parte del Capitano Qwark (che inizialmente aveva mostrato riluttanza ad accettare Ratchet). Tuttavia, un mercenario Blarg ingaggiato da Drek distrugge l'astronave di Ratchet, facendoli precipitare in un punto imprecisato dello spazio.
Il Capitano Qwark dona a Ratchet e Clank un nuovo veicolo, l'Astrocaccia 200, e li incarica di infiltrarsi in un laboratorio di Drek per raccogliere informazioni sui suoi piani e fermarlo. Lì incontrano Elaris, la brillante esperta tecnologica del gruppo.
Il duo porta a termine la missione e scopre che Drek ha un alleato inaspettato: il dottor Steve Nefarious, uno scienziato pazzo ed ex Ranger Galattico, nonché storica nemesi di Qwark, creduto morto durante un tentativo di evasione. Nefarious, che in passato ricopriva la posizione ora occupata da Elaris, ha maturato un profondo risentimento verso i Ranger a causa delle difficili condizioni di lavoro e del mancato riconoscimento dei suoi meriti (soprattutto rispetto a Qwark), nonostante il suo contributo fondamentale nell'invenzione di armi, gadget, tute e apparecchiature. Tramite un infobot, Nefarious rivela la sua ultima creazione, realizzata per conto di Drek, e Ratchet si prepara a fare ritorno alla base dei Ranger.
Qwark organizza quindi un attacco alla fabbrica delle Drek Industries situata su Quartu, un pianeta ormai inquinato e in gran parte inutilizzabile – motivo per cui Drek desidera creare un nuovo mondo. Clank si introduce furtivamente nella fabbrica attraverso i condotti di ventilazione per disattivare il terminale di sicurezza e consentire l'accesso agli altri. Zed, l'esuberante, impacciato e codardo robot assistente di Drek, tenta vanamente di fermarlo azionando Guerrabot e altri ostacoli. Alla fine, Clank rinchiude Zed in una cassa e, involontariamente, quest'ultimo gli rivela il metodo per disattivare il terminale.
Una volta disattivato il terminale, Ratchet e gli altri Ranger entrano nella fabbrica e si trovano ad affrontare un'orda di Zurkon, spietati robot assassini liberati da Drek, avvisato del loro arrivo. Riuscendo a eludere i robot, il gruppo raggiunge una stanza dove scopre la vera funzione dello Spianetizzatore.
Drek e il suo braccio destro, Victor Von Ion, riescono a fuggire, ma Zed viene abbandonato e catturato da Ratchet, Clank, Qwark e i Ranger Galattici Cora e Brax. Sotto interrogatorio, Zed è costretto a rivelare il prossimo obiettivo di Drek: il pianeta Novalis. Per sventare il piano di Drek, il gruppo si dirige verso lo Spianetizzatore.
Nel frattempo, Victor Von Ion (che in precedenza, subito dopo la sua accidentale creazione, aveva tentato di eliminare Clank su ordine di Drek durante la fuga) intercetta la nave contenente Clank ed Elaris. Sconfitto da Ratchet all'esterno dello Spianetizzatore, Victor attacca il veicolo con l'intento di distruggere il robot e assumere il controllo del mezzo per annientare Ratchet e gli altri Ranger. Grazie ai consigli via radio di Elaris, Clank attiva il sistema antincendio, causando un cortocircuito fatale a Victor. A quel punto, Ratchet entra nello Spianetizzatore per disattivarlo, ma viene catturato da Drek. Il Presidente rivela a Ratchet il suo inganno orchestrato: il Capitano Qwark ha collaborato con lui fin da quando Drek ha superato la sua fama. Successivamente, Drek ordina ai suoi scagnozzi Blarg di rinchiudere Ratchet in una capsula di salvataggio ed espellerlo dallo Spianetizzatore, costringendolo ad assistere alla distruzione di Novalis. Nonostante l'evacuazione riuscita, gli abitanti di Novalis rimangono senza una casa.
Avvilito, Ratchet fa ritorno su Veldin. Tuttavia, Clank lo convince a rientrare in azione, spiegandogli che Drek intende distruggere un altro pianeta (poiché il suo Nuovo Quartu, pur essendo stato creato, si è rivelato inadatto come pianeta abitabile e esteticamente insoddisfacente). Con Qwark schierato dalla parte del nemico, i Ranger hanno bisogno del loro aiuto. Così, Ratchet e Clank si mettono alla ricerca dello Spianetizzatore, scoprendo che il malvagio Dr. Nefarious sta segretamente manipolando Drek per colpire Umbris, un pianeta disabitato la cui distruzione, a causa di una rara convergenza orbitale, minaccia l'equilibrio dell'intera galassia
Qwark, messo alle strette, ammette a Drek di non aver rispettato il loro accordo di non danneggiare i Ranger. Drek, con cinismo, replica che a volte sono necessari sacrifici per un bene superiore. In quel momento, sopraggiunge Nefarious che, con sarcasmo, rinfaccia a Qwark il suo tradimento nei confronti della squadra, rivelandogli di aver corrotto le guardie carcerarie per diffondere la falsa notizia della sua morte durante l'evasione. Subito dopo, Nefarious congeda Qwark e tradisce a sua volta Drek, trasformandolo in una pecora con il Pecorator (Sheepinator) e spedendolo a bordo di una capsula verso New Quartu, assumendo il controllo dell'intera operazione.
Ratchet e Clank raggiungono lo Spianetizzatore e affrontano Qwark in battaglia. Sconfitto, Qwark si pente sinceramente e si scusa con loro per le sue azioni. Si ritrovano quindi a combattere contro Nefarious, il quale si lancia alla guida di un potente Insta-Mech da combattimento, determinato a distruggere loro e il pianeta Umbris. Tuttavia, Ratchet riesce a sconfiggerlo, facendolo precipitare nel nucleo energetico dello Spianetizzatore. Intrappolato nel robot, Nefarious non riesce a fuggire e viene apparentemente disintegrato dal calore intenso del nucleo.
Grazie al teletrasporto di Drek, Ratchet, Clank e Qwark riescono a scappare dallo Spianetizzatore poco prima che si schianti su Umbris, venendo teletrasportati all'interno dell'astronave dei Ranger Galattici.
Qwark conclude così il racconto delle sue avventure a Shiv Helix, il quale commenta dicendo che è "una gran bella storia". In quel momento, arrivano Ratchet e Clank che salutano calorosamente Qwark. Approfittando della situazione, Shiv ruba l'astronave di Ratchet e fugge. Il duo, con la generosa offerta di Qwark di unirsi a loro, si lancia all'inseguimento del ladro.

## Personaggi

### Personaggi principali
- Ratchet: Un intraprendente meccanico di razza Lombax, animato dal fervido desiderio di entrare a far parte dei leggendari Ranger Galattici.
- Clank: Un'unità robotica difettosa, sfuggita alle linee di produzione della fabbrica del Presidente Drek, con il quale Ratchet stringe una solida amicizia.
- Capitano Copernicus Qwark: Un celeberrimo supereroe, auto-proclamatosi tale, e leader carismatico (seppur a volte inaffidabile) dei Ranger Galattici, la cui fama risuona in tutta la galassia.
- Dr. Steve Nefarious: Uno scienziato dal genio perverso, alleato opportunistico di Drek e storico arcinemico di Ratchet & Clank e del Capitano Qwark.
- Presidente Alonzo Drek: L'ambizioso e spietato leader della bellicosa razza Blarg e capo delle potenti Drek Industries.
- Victor Von Ion: Un implacabile comandante robotico a capo delle armate delle Drek Industries, braccio destro di Drek e nemico giurato per eccellenza di Clank.
- Cora Veralux: Un'abile e coraggiosa guerriera Markaxiana, fiera membro dei valorosi Ranger Galattici.
- Elaris: Una brillante e preziosa mente scientifica, parte integrante del team di supporto tecnico dei Ranger Galattici.
- Brax Lectrus: Un robusto e affidabile membro dei Ranger Galattici, pronto all'azione in ogni situazione.
- Zed: Un piccolo robot assistente, dal carattere esuberante e incline agli errori, che ricopre il ruolo di supervisore presso le Drek Industries. In seguito, condivide la cella con Qwark dopo l'incarcerazione di quest'ultimo.
- Shiv Helix: Un astuto malvivente, compagno di cella del Capitano Qwark, al quale il capitano narra la sua personale versione degli eventi di Ratchet & Clank.

### Personaggi secondari
- Grimroth "Grim" Razz: Un burbero ma saggio anziano meccanico del pianeta Veldin, figura di mentore e padre adottivo per il giovane Ratchet. Possiede un fratello gemello, Felton Razz, che gestisce un rinomato villaggio vacanze sul pittoresco pianeta Pokitaru.
- Sindaco Buckwash: L'attempato e dinoccolato sindaco di una pittoresca cittadina situata sul pianeta Novalis. È inoltre lo zio del celebre campione di hoverboard, Skidd McMarx.
- Idraulico: Un abile idraulico e meccanico residente sul pianeta Novalis, dotato di una singolare consapevolezza della sua natura di personaggio all'interno di un videogioco, come già dimostrato in altri capitoli dell'amata saga.
- Skidd McMarx: Un acclamato campione intergalattico di Hoverboard e una vera icona sportiva di grande popolarità. A seguito di uno sfortunato incidente verificatosi sul pianeta Aridia, è costretto a rinunciare temporaneamente al campionato a causa di un debilitante infortunio alla gamba, spianando la strada per l'ascesa di Ratchet.
- Big Al: Un ingegnoso inventore e appassionato nerd per antonomasia, fedele alleato dei Ranger Galattici che rifornisce con regolarità di armamenti all'avanguardia e ingegnosi gadget.
- Felton Razz: L'identico fratello gemello di Grimroth Razz, dedito alla gestione di un accogliente villaggio vacanze situato sulle splendide rive del pianeta Pokitaru.

## Doppiaggio
| Personaggio                          | Doppiatore originale     | Doppiatore italiano |
| ------------------------------------ | ------------------------ | ------------------- |
| Ratchet                              | James Arnold Taylor      | Alessandro Rigotti  |
| Clank                                | David Kaye               | Aldo Stella         |
| Capitano Copernicus Qwark            | Jim Ward                 | Gianni Gaude        |
| Dr. Steve Nefarious                  | Armin Shimerman          | Riccardo Rovatti    |
| Presidente Alonzo Drek               | Paul Giamatti Eric Bauza | Gianni Quillico     |
| Victor Von Ion                       | Mark Silverman           | Renzo Ferrini       |
| Cora Veralux                         | Bella Thorne             | Chiara Francese     |
| Elaris                               | Rosario Dawson           | Katia Sorrentino    |
| Brax Lectrus                         | Mick Wingert             | Domenico Brioschi   |
| Sindaco Buckwash                     | Richard Steven Horvitz   | Claudio Moneta      |
| Scienziato Blarg                     | Scott Whyte              | Daniele Demma       |
| Idraulico                            | Jess Harnell             | Andrea De Nisco     |
| Skidd McMarx                         | Jess Harnell             | Paolo De Santis     |
| Wendel Lumos                         | Patrick Seitz            | Mario Scarabelli    |
| Mr. Zurkon                           | Marc Graue               | Pietro Ubaldi       |
| Felton Razz                          | Fred Tatasciore          | Paolo De Santis     |
| Shiv Helix                           | Fred Tatasciore          | Claudio Moneta      |
| Grimroth "Grim" Razz                 | Travis Willigham         | Stefano Albertini   |
| Rivenditore Gadgetron                | Travis Willigham         | Claudio Beccari     |
| Scienziato collezionista di cervelli | Richard Steven Horvitz   | Claudio Beccari     |
| Big Al                               | Chris Hatfield           | Andrea De Nisco     |
| Don Wonderstar                       | Scott Whyte              | Luca Sandri         |
| Slim Cognito                         | Patrick Seitz            | Luca Ghignone       |
| Starlene                             | Ali Hillis               |                     |
| Zed                                  | Sam Riegel               |                     |

## Modalità di gioco
Pur riproponendo le fondamenta del capitolo originale, questo titolo introduce una vasta gamma di elementi mutuati da successivi episodi della serie, come l'iconico elizaino, il versatile jetpack e meccaniche consolidate quali il potenziamento delle armi, l'incremento della barra di salute con la progressione di livello e l'utilizzo del prezioso Raritanio per potenziare ulteriormente l'arsenale. Non mancano, inoltre, armi inedite come il bizzarro Pixelatore, capace di trasformare i nemici in pittoresche figure a 8 bit, affiancate a strumenti bellici già apprezzati nei successivi capitoli di ''Ratchet & Clank''. L'esperienza ludica si articola in un dinamico alternarsi di intense fasi di shooting, stimolanti sessioni di hacking per superare sofisticate serrature elettroniche, esplorazione tanto terrestre quanto acquatica, agili sezioni platform, intricati rompicapo che mettono alla prova l'ingegno di Clank e strategiche sfide tower defense.
All'avvio del gioco, è possibile selezionare tra tre livelli di difficoltà predefiniti: Facile, Normale e Difficile, calibrati per soddisfare le esigenze di ogni giocatore. Avanzando nell'avventura, si sblocca gradualmente un arsenale sempre più ricco di nuove armi e ingegnosi gadget. I giocatori più attenti possono inoltre scovare delle carte collezionabili raffiguranti personaggi emblematici e armi iconiche dell'intera saga. I tradizionali Punti Stile, da sempre distintivi della serie, lasciano il posto ai più moderni trofei PlayStation. Ritornano, immancabili, le adrenaliniche gare con gli hoverboard, le spettacolari fasi a bordo della navicella spaziale e gli epici scontri con i temibili boss di fine livello. Una volta portata a termine l'avventura principale, si sblocca l'entusiasmante modalità Sfida.
Questa modalità consente ai giocatori di intraprendere una nuova partita conservando l'intero arsenale e mantenendo intatti i collezionabili precedentemente acquisiti. Oltre a questo significativo vantaggio, si sblocca l'accesso alle potenti modifiche Omega, capaci di incrementare ulteriormente l'efficacia delle armi. Infine, concatenando le uccisioni dei nemici senza subire danni, si attiva un redditizio moltiplicatore di bolt (la valuta di gioco), scalabile fino a un massimo di 20x, che amplifica notevolmente i guadagni. Iniziando una nuova partita in modalità Sfida, i gadget non essenziali all'avanzamento della trama rimarranno disponibili, mentre quelli indispensabili per la progressione narrativa dovranno essere nuovamente ottenuti.

## Sviluppo
Il gioco fu annunciato durante la conferenza dell'E3 2014 di Sony Computer Entertainment, in seguito all'annuncio del film, avvenuto il 23 aprile 2013 tramite il canale YouTube di PlayStation. I due studi di Insomniac Games, situati in Nord Carolina e in California, decisero di collaborare per lo sviluppo del titolo. Inizialmente prevista per il 2015, la data di pubblicazione sia del gioco che del film slittò poi all'aprile del 2016. Il 10 giugno 2015 fu pubblicato un ulteriore trailer del gioco, definito "basato sul film, basato sul gioco". L'11 gennaio 2016 vennero ufficializzate le date di pubblicazione del gioco nei diversi paesi.

## Accoglienza
Il gioco ha riscosso un notevole successo, come testimoniato dalle numerose recensioni positive ottenute e dalla sua permanenza nella top 10 dei titoli più venduti per PlayStation 4 in diversi mercati, tra cui spicca il Regno Unito, mantenendo tale posizione anche a distanza di diversi mesi dalla sua pubblicazione.
- Metacritic: 85/100
- Gamerankings: 86,28
- OpenCritic: 86
- SpazioGames.it: 8.5/10[8]
- IGN: 9/10
- GameSpot: 8/10
- GamesVillage: 8.8/10
- Multiplayer.it: 9/10